# Fons Llatinoamericà de Reserves
El Fons Llatinoamericà de Reserves (FLAR) és una organització financera de caràcter internacional conformada per Bolívia, Colòmbia, Costa Rica, Equador, Perú, Uruguai i Veneçuela. El FLAR forma part del Sistema Andí d'Integració i té la seua seu a Bogotà, Colòmbia.

## Història
Inicialment denominat Fons Andí de Reserves (FAR), va ser constituït el 12 de novembre de 1976, pels països signataris de l'Acord de Cartagena (Bolívia, Colòmbia, Equador, Perú i Veneçuela).
El 10 de juny de 1988, es va subscriure el Conveni Constitutiu del Fons Llatinoamericà de Reserves, amb la qual cosa va quedar derogat el Conveni anterior, que establia el Fons Andí de Reserves; i se li permeté a l'organització admetre altres països llatinoamericans. D'aquesta manera, els actius, passius i patrimoni del FAR van ser assumits pel FLAR.
L'1 de setembre de 2000, la República de Costa Rica s'adherí al FLAR, i se convertí en el seu sisè país membre.

## Objectius
El FLAR té tres objectius principals:
- Brindar suport a la balança de pagaments dels països membres, atorgant crèdits de curt i llarg termini, amb recursos aportats pels bancs centrals.
- Contribuir a l'harmonització de les polítiques canviàries, monetàries i financeres dels països membres.
- Prestar serveis d'administració de les reserves internacionals als països membres.

## Països membres i cabdal
| Nº | País       | Capital subscrit (a 2006) $US |
| 1  | Bolívia    | 234.375.000                   |
| 2  | Colòmbia   | 468.750.000                   |
| 3  | Costa Rica | 234.375.000                   |
| 4  | Equador    | 234.375.000                   |
| 5  | Perú       | 468.750.000                   |
| 6  | Uruguai    | encara per confirmar          |
| 7  | Veneçuela  | 468.750.000                   |
| -  | Total      | 2.109.375.000                 |

Existeix el compromís per part dels països membres de pagar el capital subscrit mitjançant la capitalització d'utilitats fins a 2010.

## Modalitats creditícies
- Crèdit de suport a balança de pagaments: S'atorga a sol·licitud dels bancs centrals respectius, per un termini màxim de 4 anys incloent un any de gràcia. El seu propòsit és enfortir la posició de reserves internacionals dels països i atendre els seus requeriments de divises, amb un mínim de *condicionalidad quant a la política per a restablir la capacitat de pagament del país.

- Crèdit de liquiditat: Dirigit a satisfer necessitats extraordinàries de divises, durant períodes des de 6 mesos fins a un any.
- Crèdit contingent: Té el propòsit de contribuir a incrementar les reserves internacionals davant situacions de pressions especulatives i expectatives adverses sobre el mercat *cambiario.
- Crèdit de suport a la reestructuració del deute públic extern: Concedit als bancs centrals per a facilitar els processos de renegociació del deute extern del sector públic.

## Òrgans d'administració
- L'Assemblea de Representants, constituïda pels Ministres d'Hisenda o Finances o el corresponent que assenyale el Govern de cadascun dels països membres, cadascun amb un vot.

- El Directori, constituït pels Governadors dels Bancs Centrals dels països membres, amb veu i vot, i pel president Executiu, amb veu, però sense vot.

- La Presidència Executiva, és l'òrgan permanent d'administració del Fons.

## Presidents del FLAR
- Fernando Gaviria Cadavid, 1978-1981
- Raúl Salazar Olivares, 1982-1985
- Guillermo Castañeda Mungi, 1985-1994
- Miguel Velasco Bosshard, 1995-1998
- Roberto Guarnieri, 1998-2003
- Julio Velarde Flores, 2004-2006